# 아이치현 제8구
아이치현 제8구(愛知県 第8区)는 일본의 중의원 선거구이다. 1994년 공직선거법으로 신설되었다.

## 지역
- 한다시
- 도코나메시
- 도카이시
- 지타시
- 지타군